# 命運之子 (遊戲)
《命運之子》是一款由Shift Up開發、Next Floor發行的角色扮演遊戲，於2016年10月27日在Android和iOS平台上發行（韓國版），並於2018年12月6日推出國際版（多語言版）。該遊戲由韓國插畫家兼遊戲設計師金亨泰主導和設計，而ESTi則負責配樂。

## 系統
《命運之子》主要以直立式的方式在手機上遊玩，並在角色和戰鬥場景上運用了Live2D技術。玩家可透過收集和培養各式的「Child」來組隊並與對手展開戰鬥，以及利用裝備和「瑪瑙」來強化Child們。在戰鬥時，玩家須透過手指點選和滑動的方式來對自己的Child角色發出指令（如攻擊或技能），而遊戲也提供了「自動戰鬥」模式來讓Child角色自行展開戰鬥。

## 故事
故事敘述玩家所扮演的「主人公」是實力最弱的魔王候補生，他必須接受訓練與對戰，來與眾多的惡魔爭奪魔界王者的寶座。

## 衍生作
2017年12月下旬，據報導，《命運之子》將推出改編電視動畫，由福田道生執導，子安秀明負責劇本。該動畫定於2018年4月26日在韓國動畫頻道AnimeBox上正式首播。

## 結束營運
開發商Shift Up於2023年7月20日宣布日版、韓版以及國際版將於2023年9月21日結束營運，官方預計將提供《命運之子 DESTINY CHILD》紀念版 App，可鑑賞溫泉、故事以及 CHILD。

## 外部連結
- 官方网站